# Cassiá
Jorge Antônio Dornelles Carpes, mais conhecido como Cassiá ou, no meio político, Cassiá Carpes (São Borja, 14 de junho de 1953) é um ex-futebolista, treinador e político brasileiro. Atualmente filiado ao Cidadania, exerce seu quarto mandato de vereador de Porto Alegre, sendo o segundo consecutivo. Já foi deputado estadual do Rio Grande do Sul por dois mandatos. É o atual secretário de Administração e Patrimônio de Porto Alegre.

## Futebol
Como jogador
Grêmio
- Campeonato Gaúcho: 1977.

Operário-MS
- Campeonato Sul-Mato-Grossense: 1981.

Como treinador
Grêmio
Campeonato Gaúcho1993.

Pelotas
Campeão do Interior1992

## Política
No início da década de 2000, ingressou na carreira política, filiando-se ao Partido Trabalhista Brasileiro (PTB) no Rio Grande do Sul. Elegeu-se vereador em 2000 e foi reeleito em 2004, sendo, logo no início deste mandato, em 2005, indicado pelo então prefeito de Porto Alegre, José Fogaça, para ser o titular da Secretaria Municipal de Obras e Viação (SMOV) da Capital. Renunciou ao cargo de secretário e licenciou-se do cargo de vereador em 2006, para concorrer a deputado estadual, também pelo PTB. Foi eleito com 23.430 votos. Em 2010, obteve a reeleição para o cargo, com 30.817 votos. Em 2014, após ter migrado para o Solidariedade, e concorreu como vice-governador, na chapa liderada pela senadora Ana Amélia Lemos, do Progressistas (PP). Em 2016 ingressou no Partido Progressista, após breve tempo sem partido. Após, migrou para o Cidadania.

## Desempenho eleitoral
| Ano  | Eleição                       | Cargo                                             | Partido | Coligação                  | Suplentes                                       | Votos              | Resultado                         |
| ---- | ----------------------------- | ------------------------------------------------- | ------- | -------------------------- | ----------------------------------------------- | ------------------ | --------------------------------- |
| 2000 | Municipal de Porto Alegre     | Vereador                                          | PTB     | PTB / PMN                  | Elias Vidal (PTB), Divo Gervásio do Canto (PTB) | 5.234 (0,82%)      | Eleito (27º lugar)                |
| 2002 | Estadual do Rio Grande do Sul | Deputado Estadual                                 | PTB     | sem coligação proporcional | —                                               | 26.795 (0,50%)     | Suplente (4º suplente do partido) |
| 2004 | Municipal de Porto Alegre     | Vereador                                          | PTB     | PTB / PPS                  | Alceu Brasinha (PTB) Nilo Santos (PTB)          | 7.883 (1,15%)      | Reeleito (16º lugar)              |
| 2006 | Estadual do Rio Grande do Sul | Deputado Estadual                                 | PTB     | PTB / PMN                  | Abílio dos Santos (PTB) Nedy Marques (PTB)      | 23.430 (0,43%)     | Eleito (54º lugar)                |
| 2010 | Estadual do Rio Grande do Sul | Deputado Estadual                                 | PTB     | sem coligação proporcional | Jurandir Maciel (PTB) Flávio Tirello (PTB)      | 30.817 (0,55%)     | Reeleito (55º lugar)              |
| 2014 | Estadual do Rio Grande do Sul | Vice-governador na chapa de Ana Amélia Lemos (PP) | SD      | SD / PP / PRB / PSDB       | —                                               | 1.342.115 (21,79%) | Não eleito (3º lugar)             |
| 2016 | Municipal de Porto Alegre     | Vereador                                          | PP      | PP / PSDB / PMB / PTC      | Moisés Barbosa (PSDB) Matheus Ayres (PP)        | 4.963 (0,80%)      | Eleito (27º lugar)                |
| 2020 | Municipal de Porto Alegre     | Vereador                                          | PP      | sem coligação proporcional | André Machado (PP), Matheus Ayres (PP)          | 3.492 (0,55%)      | Reeleito (29º lugar)              |